# Qawra

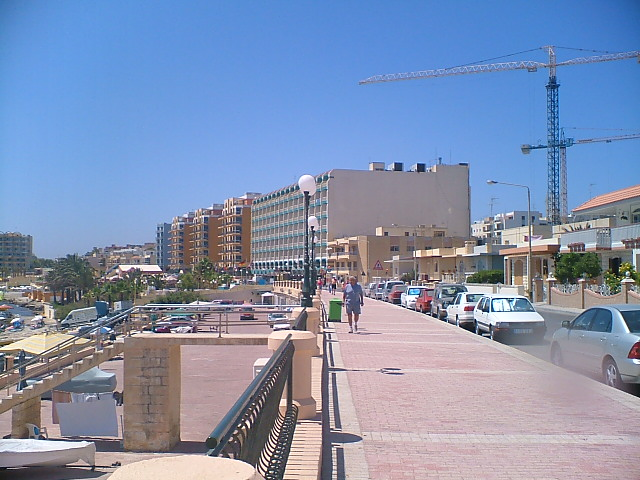
Qawra

Qawra est une ville balnéaire maltaise située à 15 kilomètres au nord-ouest de La Valette. Elle fait partie du Conseil local de San Pawl il-Baħar.

## Histoire
cette ville n’a pas d’histoire notable

## Patrimoine et culture
On y trouve notamment une tour de défense bâtie en 1637.